# 1884 w polityce

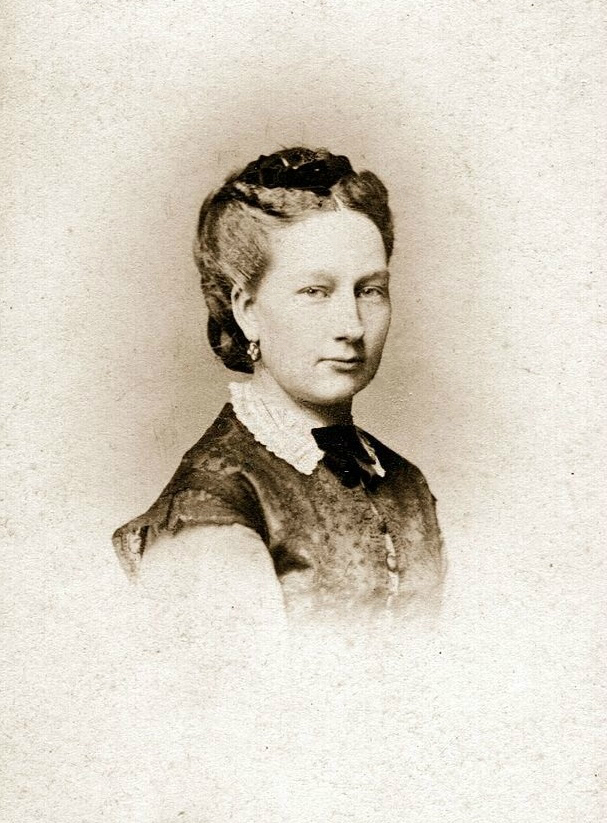
Maria Anna Portugalska

Wydarzenia polityczne w 1884 roku.

## Zmarli
- 5 lutego Maria Anna Portugalska, księżniczka portugalska[1].